# Bad Kissingen

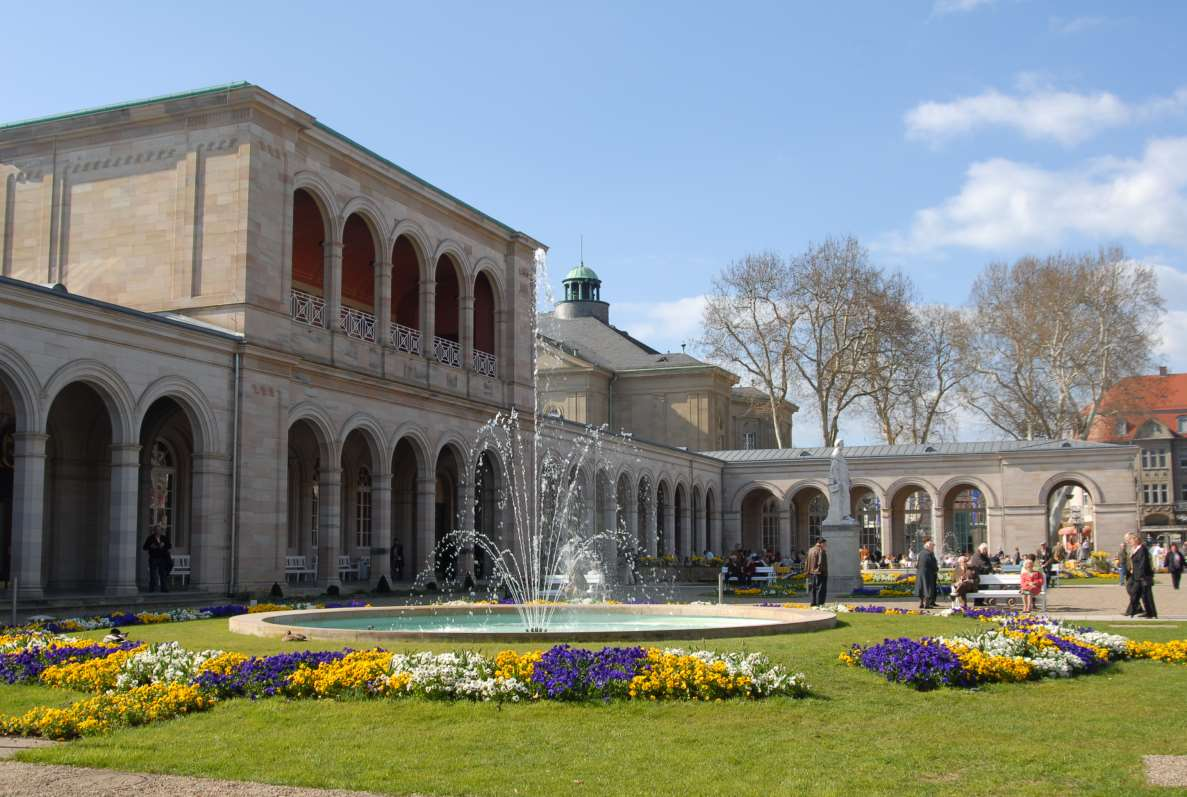
Công viên spa Bad Kissingen

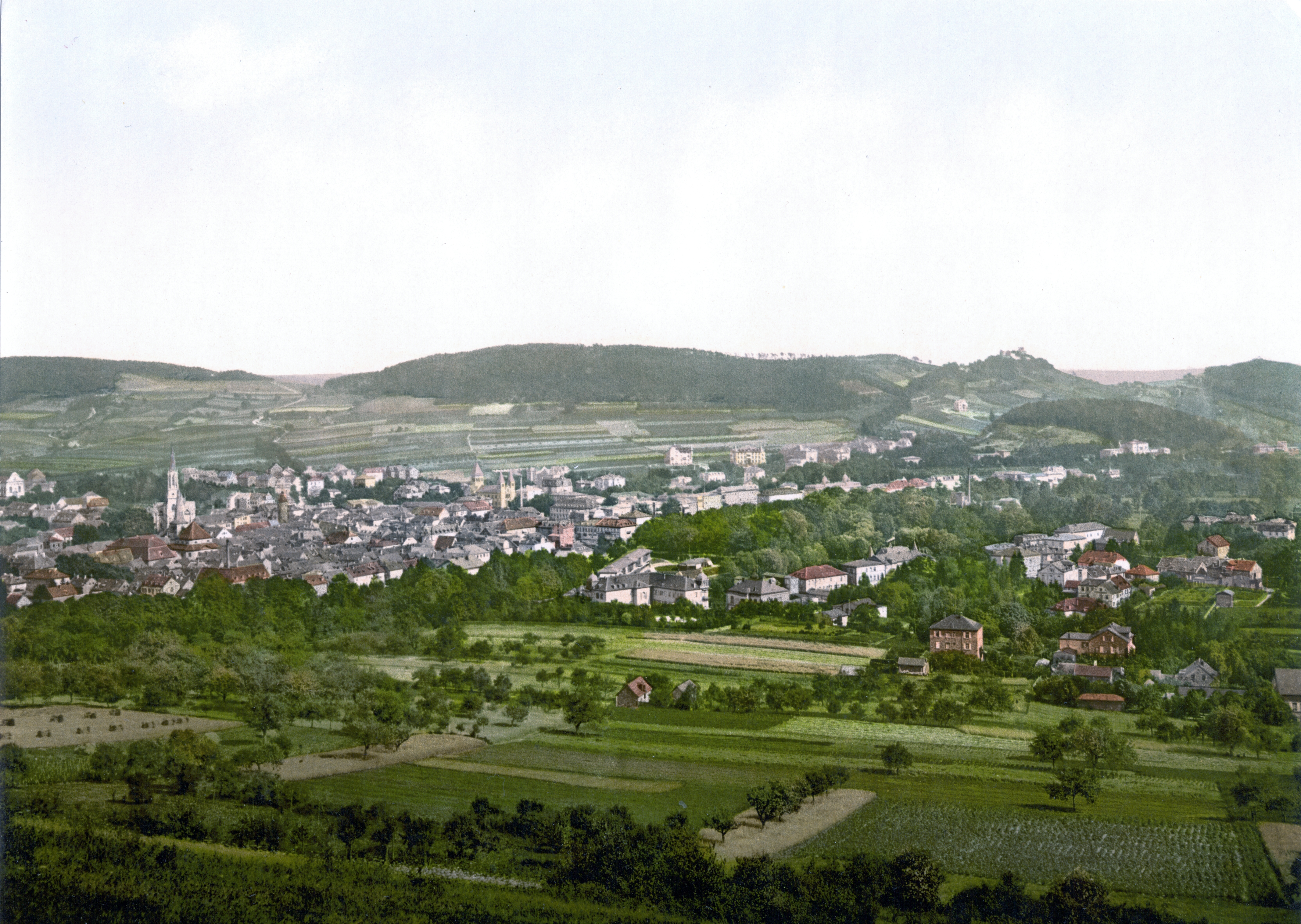
Bad Kissingen năm 1900

Bad Kissingen là một thị trấn spa nghỉ dưỡng và là huyện lị của huyện Bad Kissingen, vùng Unterfranken, bang Bayern, nước Đức. Nằm ở phía nam của dãy núi Rhön trên sông Fränkische Saale, đây là một trong những khu nghỉ dưỡng chăm sóc sức khỏe, đã trở lên nổi tiếng như là "Weltbad" trong thế kỷ 19. Năm 2021, thị trấn trở thành một phần của Di sản thế giới được UNESCO công nhận với tên gọi "Các thị trấn Spa lớn của châu Âu" vì có suối khoáng nổi tiếng và kiến trúc của nó thể hiện sự phổ biến của các khu nghỉ dưỡng spa ở Châu Âu trong khoảng thời gian từ thế kỷ 18 đến 20.

## Lịch sử
Thị trấn được ghi nhận lần đầu tiên vào năm 801 với tên Chizzicha và nổi tiếng trên tất cả là các suối khoáng, được ghi nhận từ đầu năm 823. Vào thời điểm đó, Kissingen nằm dưới sự thống trị của Giám mục vương quyền Fulda, sau đó nó rơi vào tay bá tước Henneberg và được bán cho Tòa giám mục vương quyền Würzburg vào thế kỷ 14. Kissingen lần đầu tiên được nhắc đến với cái tên "oppidum" (thị trấn) vào năm 1279. Thị trấn phát triển thành khu nghỉ dưỡng spa vào những năm 1500 và ghi nhận vị khách chính thức đầu tiên vào năm 1520. Năm 1814, Kissingen trở thành một phần của Bayern. Thị trấn đã trở thành một khu nghỉ mát thời thượng trong thế kỷ 19, và được mở rộng trong thời kỳ trị vì của công tước Ludwig I. Các nguyên thủ quốc gia đã đăng quang như hoàng hậu Elisabeth xứ Bayern, sa hoàng Aleksandr II của Nga, vua Ludwig II của Bayern, người đã ban tặng 'Bad' cho Kissingen vào năm 1883, là những thượng khách của spa ở đây vào thời điểm này. Những du khách nổi tiếng khác đến khu nghỉ dưõng bao gồm nhà văn Nga Lev Tolstoy, nhà soạn nhạc danh tiếng của Ý Gioachino Rossini và họa sĩ Chủ nghĩa hiện thực người Đức Adolph von Menzel.
Vào ngày 10 tháng 7 năm 1866, trong Chiến dịch Main của Chiến tranh Áo – Phổ, Kissingen là địa điểm diễn ra trận chiến ác liệt giữa quân đội Bayern và Phổ, kết thúc với chiến thắng của quân Phổ.
Thủ tướng Hoàng gia Otto von Bismarck đã đến thăm các spa của Kissingen nhiều lần, và vào năm 1874 trong quá trình của Kulturkampf (đấu tranh văn hóa), ông đã sống sót sau một vụ ám sát bởi người công giáo có tên Eduard Franz Ludwig Kullmann tại đây. Năm 1877, Bài diễn thuyết Kissingen được viết tại đây, trong đó Bismarck giải thích các nguyên tắc trong chính sách đối ngoại của mình. Ngôi nhà trước đây của Bismarck ở Kissingen nay là Bảo tàng Bismarck. Vào tháng 6 năm 1911, ngoại trưởng Đức Alfred von Kiderlen-Waechter và đại sứ Pháp Jules Cambon đã có các cuộc đàm phán tại Bad Kissingen về Maroc mà không đạt được giải pháp nào. Sự thất bại của các cuộc đàm phán dẫn đến Cuộc khủng hoảng Agadir.
Khách hàng của khu nghỉ dưỡng tại đây đã thay đổi trong thế kỷ 20, với những người bình thường ngày càng thay thế giới quý tộc. Các spa của thị trấn đã bị gián đoạn trong năm 1945, và là lần đóng cửa duy nhất trong lịch sử của nó.
Không lâu trước Chiến tranh thế giới lần thứ hai, doanh trại Manteuffel được quân Đức thành lập ở rìa phía đông của trung tâm thị trấn Bad Kissingen như một phần trong kế hoạch của Hitler nhằm mở rộng lực lượng vệ quốc Wehrmacht. Năm 1945, quân đội Mỹ tiến vào thị trấn một cách hòa bình và đánh chiếm Kaserne, nơi sau đó được đổi tên thành doanh trại Daley vào năm 1953. Doanh trại bị đóng cửa vào những năm 1990, sau khi bức màn sắt sụp đổ khi quân Mỹ rút đi.
Sau chiến tranh, Sở An ninh xã hội đã xây dựng các bệnh xá ở thị trấn. Một sự thay đổi trong luật y tế vào những năm 1990 đã làm giảm cơ hội cho các hợp đồng bảo hiểm y tế của Đức tài trợ cho các lần đi spa, dẫn đến mất việc làm. Do đó, các nỗ lực đã được thực hiện để thu hút một loại khách hàng mới, được giúp đỡ một phần không nhỏ bởi cuộc khảo sát EMNID khi đặt tên cho Bad Kissingen là thị trấn spa nổi tiếng nhất nước Đức.
Trong năm 2015, có khoảng 1,5 triệu lượt khách lưu trú qua đêm trên 238.000 lượt khách đã được đăng ký tại thị trấn. Với việc khai trương KissSalis Therme vào tháng 2 năm 2004, Bad Kissingen đã có được một trung tâm thư giãn spa và vào tháng 12 năm 2004, Học viện Bóng đá Đức-Trung được mở tại thị trấn, nơi "Đội 08 Ngôi sao" Trung Quốc ở và được đào tạo để chuẩn bị cho Thế vận hội Mùa hè 2008 tại Bắc Kinh.

## Cư dân nổi bật
- Jeff Baker (sinh năm 1981), MLB Tiền vệ MLB trên Miami Marlins
- Otto von Botenlauben (1177-1245), Bá tước Henneberg, minnesinger và thập tự quân
- Claus-Frenz Claussen (sinh năm 1939), bác sĩ tai mũi họng
- Julius Döpfner (1913 Từ1976), hồng y và tổng giám mục của München và Freising
- Trọng Hiếu, (sinh 1992), chiến thắng Vietnam Idol năm 2015[10]
- Cyrill Kistler (1848-1907), nhà soạn nhạc, nhà giáo dục âm nhạc và nhà xuất bản âm nhạc
- Anton Kliegl (1872-1927), người phát minh ra ánh sáng Klieg
- Oskar Panizza (1853-1921), bác sĩ và nhà văn
- Hanna Ralph (1888-1978), nữ diễn viên sân khấu và điện ảnh
- Philipp Schmitt (1902-1950), chỉ huy SS của trại tù Đức quốc xã bị xử tử vì tội ác chiến tranh
- Jack Steinberger (sinh năm 1921), nhà vật lý và Người đoạt giải Nobel
- Ông kị của Henry Kissinger Meyer Löb, lấy tên ông từ Bad Kissingen vào năm 1817.[11]